# جوسلین بلانچارد
جوسلین بلانچارد (انگلیسی: Jocelyn Blanchard؛ زادهٔ ۲۸ مهٔ ۱۹۷۲) بازیکن فوتبال اهل فرانسه است.
از باشگاه‌هایی که در آن بازی کرده‌است می‌توان به باشگاه فوتبال یوونتوس، باشگاه فوتبال متس، باشگاه فوتبال لانس، و باشگاه فوتبال آستریا وین اشاره کرد.